# Seydou Nourou Tall
Pour les articles homonymes, voir Tall.
Seydou Nourou Tall (1862 - 1980) Nioro du Sahel (Mali), fils de Nourou, lui-même fils d'El Hadj Oumar Tall, figure emblématique de la conquête islamique en Afrique de l'Ouest, est un marabout de la confrérie des Tidjanes en Afrique de l'Ouest, notamment au Sénégal et au Mali.

## Biographie
Il recevait simplement les disciples sur une natte devant son domicile du quartier du Plateau à Dakar au Sénégal.
La date de sa naissance n'est pas clairement établie mais divers témoignages rapportent qu'il est né l'année de la disparition de son vénéré grand-père, en 1864. Il mourut centenaire le 25 janvier 1980.
Il serait le descendant du fondateur de l'empire Toucouleur (Mali actuel). Il jouissait ainsi d'une certaine autorité locale, qu'il aurait utilisé en appelant publiquement à la victoire de la France en septembre 1939.

## Hommages
Le nom de Seydou Nourou Tall a été donné notamment à l'ancien Lycée d'Application de Dakar ainsi qu'à une nouvelle mosquée de la capitale, proche de la porte du Troisième millénaire.

## Décoration
- Commandeur de l'ordre des Palmes académiques au titre de « grand marabout du Sénégal à Dakar ; services rendus à l'éducation nationale » (1961)[1]